# De Grienden (Puttershoek)
De Grienden is een nieuwbouwwijk aan de rand van Puttershoek in de gemeente Hoeksche Waard, in de Nederlandse provincie Zuid-Holland. De naam Grienden verwijst naar de (ook nieuw) aangelegde grienden in het noorden van de wijk. De wijk bestaat voor een groot deel uit jonge gezinnen.

## Straatnamen
Je vindt de volgende straatnamen terug in De Grienden:
- Penningkruid
- De Grienden
- Valeriaan
- Dauwbraam
- Speenkruid
- Gele Lis
- Haagwinde
- Kleefkruid
- Dotter
- Waterkers
- Barbarakruid